# Соборное (Одесская область)
Собо́рне (укр. Соборне; до 2024 года — Березино) — посёлок в Тарутинской поселковой общины Болградского района Одесской области Украины. Центр Соборненского поселкового совета, в состав которого другие населенные пункты не входят. Расположен на левом берегу реки Когильник.

## История
Лютеранское село Березина основано в 1816 году и названо в честь победы русских войск в ноябре 1812 на реке Березине. В 1917 году на Бессарабской железной дороге, в состав которой входила и железнодорожная станция Березино, был создан железнодорожный комитет, который возглавил борьбу железнодорожников за внедрение 8-часового рабочего дня. В сентябре железнодорожники Березина приняли участие во всеобщей забастовке на этой дороге, жестоко подавленного Временным правительством. С 1940 года Соборное заселили переселенцы из Каменец-Подольской, Винницкой, Житомирской и других областей.
В ходе Великой Отечественной войны в 1941—1944 годы селение находилось под немецко-румынской оккупацией.
В июле 1995 года Кабинет министров Украины утвердил решение о приватизации находившегося здесь совхоза.
26 января 2024 года посёлок городского типа Березино получил статус посёлка.
19 сентября 2024 года Верховная Рада поддержала переименование посёлка Березино в Соборное. 26 сентября 2024 года переименование вступило в силу.